# Ґремблін
Ґремблін (пол. Gręblin, нім. Gremblin) — село в Польщі, у гміні Пельплін Тчевського повіту Поморського воєводства.
Населення — 695 осіб (2011).
У 1975-1998 роках село належало до Гданського воєводства.

## Демографія
Демографічна структура станом на 31 березня 2011 року:
|          | Загалом | Допрацездатний вік | Працездатний вік | Постпрацездатний вік |
| -------- | ------- | ------------------ | ---------------- | -------------------- |
| Чоловіки | 341     | 75                 | 239              | 27                   |
| Жінки    | 354     | 77                 | 217              | 60                   |
| Разом    | 695     | 152                | 456              | 87                   |